# Gheorghe Gajion

a Compétitions nationales et continentales officielles uniquement.

b Matchs officiels uniquement.
Dernière mise à jour le 1 novembre 2023.
Gheorghe Gajion, né le 13 novembre 1992, est un joueur international moldave de 2011 à 2018, et depuis 2022 international roumain de rugby à XV qui évolue au poste de pilier. Il joue pour le Stade montois depuis 2022.

## Biographie

### Carrière en club
Il commence sa carrière en Russie, au sein du Bulava Taganrog. 
En 2013, il arrive en Italie, jouant au sein de l'Amatori Alghero (en). À l'intersaison, il quitte le club qui évoluait en Série A pour rejoindre Rugby Rovigo. Il passe deux saisons à Rovigo, mais n'arrive pas à s'imposer au sein du club. 
À la recherche d'un nouveau club, il est repéré par le SA Trélissac à la suite de vidéos postées sur internet. Il arrive donc en France, en Fédérale 2. Il aide le club à monter en Fédérale 1 dès sa première saison, s'y imposant rapidement comme un joueur majeur.
Après trois saisons à Trélissac, il intègre enfin une ligue majeure en signant aux Ospreys, ce qui n'a pas surpris son entraîneur à Trélissac, Stéphane Labrousse. Mais tout ne se passe pas comme prévu au Pays de Galles : trois semaines après son arrivée, il se blesse au tendon du muscle ischio-jambier. Il est alors à l'arrêt pendant quatre mois. Il reprend alors avec les Bridgend Ravens, club affilié aux Ospreys jouant dans le championnat gallois. Il débute finalement avec les Ospreys en décembre 2018, lors d'un match de Challenge Cup. Mais il n'a que peu d'occasions d'évoluer avec l'équipe première des Ospreys, n'étant convoqué qu'à quatre reprises. Il joue surtout avec Bridgend, avec qui il réussit à se maintenir dans l'élite galloise. Sa seconde saison galloise n'est pas très différente, avec seulement neuf matchs disputés avec les Ospreys. Il est toujours largement mis à disposition de Bridgend. Après deux ans au Pays de Galles, il décide de quitter le pays, même s'il « pense [y] avoir progressé », bien qu'il ait été en difficulté avec « la barrière de la langue ». 
À l'intersaison 2020, il signe un contrat de deux ans en faveur du Stade aurillacois qui évolue en Pro D2. Mais pendant le mois de novembre, il se blesse à l'épaule lors d'un entraînement. Son absence est estimée à quatre mois. Lors de sa deuxième saison en Auvergne, il gagne en temps de jeu et prend part à dix-sept rencontres, mais seulement deux comme titulaire, jusqu'au mois de mars.
Au mois d'avril 2022, alors qu'il est toujours sous contrat avec Aurillac, ces derniers le laissent partir en tant que joker médical au club d'Oyonnax rugby pour pallier la blessure d'Irakli Mirtskhulava blessé jusqu'à la fin de saison.
Il signe au Stade montois pour la saison 2022-2023, avec un contrat de deux années.

### Carrière en sélection nationale

#### En équipe de Moldavie
Gheorghe Gajion découvre le rugby international avec l'équipe de Moldavie qui le sélectionne pour participer au Championnat européen des nations 2010-2012 division 1B. Il honore sa première cape en 2011. Il dispute douze autres rencontres et inscrit quatre essais avec cette sélection nationale jusqu'en 2018.

#### En équipe de Roumanie
Bien qu'il soit international moldave, World Rugby change ses règles de sélections pour jouer pour une autre sélection nationale, Gajion a donc l'opportunité de jouer pour l'équipe de Roumanie qui le sélectionne au mois de mars 2022 pour le Championnat international d'Europe 2021-2022. Néanmoins, il doit attendre l'été pour disputer ses premières rencontres, il joue son premier match contre l'Uruguay le 10 juillet, puis son deuxième contre le même adversaire la semaine suivante. Il est également sélectionné pour les test-matchs de fin d'année et dispute deux nouvelles rencontres, de nouveau contre l'Uruguay, puis contre les Samoa.
Le 16 août 2023, il est convoqué dans le groupe final des joueurs sélectionnés pour la Coupe du monde 2023 avec la Roumanie. Pendant la compétition, il dispute deux matchs lors de la phase de poule, dont un en qualité de titulaire.

## Statistiques

### En sélection

#### Avec la Moldavie
| Année | Compétition      | Matchs | Points | Essais |
| ----- | ---------------- | ------ | ------ | ------ |
| 2011  | ENC 1B 2010-2012 | 1      | -      | -      |
| 2014  | ENC 1B 2014-2016 | 3      | 15     | 3      |
| 2015  | ENC 1B 2014-2016 | 3      | 5      | 1      |
| 2016  | ENC 1B 2014-2016 | 2      | -      | -      |
| 2016  | RET 2016-2017    | 2      | -      | -      |
| 2018  | RET 2017-2018    | 2      | -      | -      |
| Total | Total            | 13     | 20     | 4      |

| Essai | Adversaire | Lieu                                 | Compétition      | Date             | Résultat | Score |
| ----- | ---------- | ------------------------------------ | ---------------- | ---------------- | -------- | ----- |
| 1     | Ukraine    | Stade Dinamo (en), Chisinau          | ENC 1B 2014-2016 | 8 novembre 2014  | Victoire | 29-15 |
| 1     | Pologne    | Stade Dinamo (en), Chisinau          | ENC 1B 2014-2016 | 15 novembre 2014 | Victoire | 48-25 |
| 1     | Suède      | Stade Dinamo (en), Chisinau          | ENC 1B 2014-2016 | 22 novembre 2014 | Victoire | 57-8  |
| 1     | Pologne    | Stade Kazimierz Sosnkowski, Varsovie | ENC 1B 2014-2016 | 14 novembre 2015 | Défaite  | 18-14 |

#### Avec la Roumanie
| Année | Compétition    | Matchs | Points | Essais |
| ----- | -------------- | ------ | ------ | ------ |
| 2022  | Test match     | 4      | -      | -      |
| 2023  | REC 2022-2023  | 3      | 5      | 1      |
| 2023  | Test match     | 2      | -      | -      |
| 2023  | Coupe du monde | 2      | -      | -      |
| Total | Total          | 11     | 5      | 1      |